# Aranga

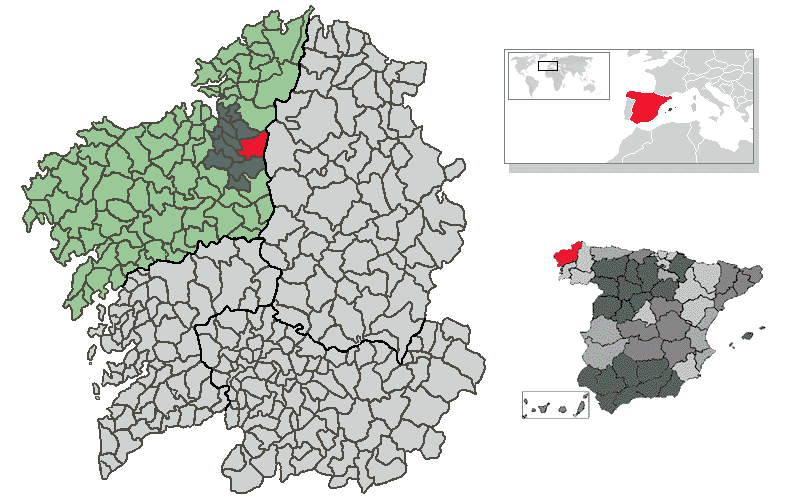
Localisation de Aranga.

Aranga est une commune de la province de La Corogne en Galice (Espagne). Elle fait partie de la comarque de Betanzos. Population recensée en 2006 : 2 230 habitants.